# Bàrtovo
Bàrtovo (en rus: Бартово) és un poble del krai de Perm, a Rússia, que en el cens del 2010 tenia 37 habitants. Es troba 19 km per carretera al nord-oest de Beryozovka, la capital administrativa del districte. Fedotovo és la localitat rural més propera.